# Schlacht bei Mellrichstadt
Die Schlacht bei Mellrichstadt fand am Dienstag, 7. August 1078, auf dem Grafenberg zwischen Mellrichstadt und Oberstreu in Unterfranken am Fuß der Rhön statt und war das erste militärische Aufeinandertreffen in der Auseinandersetzung zwischen König Heinrich IV. und dem Gegenkönig Rudolf von Rheinfelden. Rudolfs Seite ging als Sieger aus der Schlacht hervor.

## Vorgeschichte
Im Februar 1076 hatte Papst Gregor VII. den Kirchenbann über König Heinrich IV. ausgesprochen, dem auf der Fürstenversammlung zu Trebur im Oktober der Beschluss folgte, dass Heinrich abgesetzt sei, wenn er diesen Bann nicht innerhalb eines Jahres löse. Der Gang nach Canossa im Januar 1077 brachte das gewünschte Ergebnis, hielt aber Heinrichs Gegner nicht davon ab, am 15. März Rudolf von Rheinfelden zum König zu wählen und ihn am 26. März auch salben zu lassen. Im Juni belegte Heinrich seinen Gegner mit der Reichsacht und begann, gegen ihn zu Felde zu ziehen.

## Der Verlauf der Schlacht

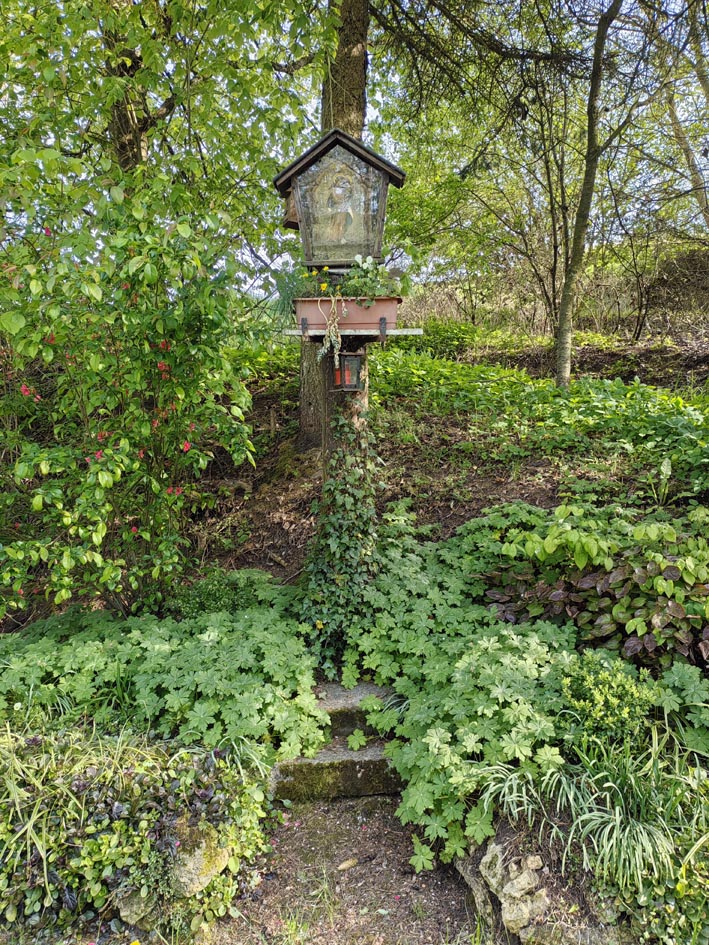
Gedenkort im Blutgraben

Sowohl König Heinrich IV. als auch Gegenkönig Rudolf suchten die strategische Initiative und stießen an der Grenze von Thüringen zu Franken bei Mellrichstadt aufeinander, als Heinrich versuchte, die Vereinigung sächsischer und schwäbischer Heere zu verhindern.
Auf beiden Seiten kämpften reine Ritterheere mit großer Tapferkeit, aber ohne Führung. Die Schlacht verlief in massenhaften Einzelkämpfen mit dem Ergebnis, dass bei jeder Partei ein Teil des Heeres siegte und ein Teil vom Schlachtfeld floh. Unter denen, die die Flucht ergriffen, waren sowohl Rudolf, der sich nach Sachsen zurückzog, als auch Heinrich, der, von Otto von Northeim verfolgt, nach Würzburg floh. Die Verluste, insbesondere auf Heinrichs Seite, waren hoch, der Chronist Berthold von Reichenau berichtet dort von fünftausend Geringeren und dreißig Edleren, darunter Diepold II. von Vohburg, Markgraf auf dem bayerischen Nordgau, Heinrich Graf von Lechsgemünd, Poppo I. Graf von Henneberg und Eberhard der Bärtige, ein königlicher Rat. Auf Seiten Rudolfs wurden laut Berthold nur achtzig Geringere und mit Werner von Steußlingen, dem Erzbischof von Magdeburg, ein Edler beklagt. Letzterer floh vom Schlachtfeld und wurde anscheinend von Plünderern ermordet.
Letztlich behauptete Pfalzgraf Friedrich von Sommerschenburg, der für Rudolf kämpfte, mit seinen Rittern das Schlachtfeld und errang so einen strategisch gesehen nutzlosen Sieg.

## Die weiteren Geschehnisse
Heinrich IV. wandte sich mit seinem Heer bald darauf Schwaben zu, dem Stammland Rudolfs. Dort soll er um Allerheiligen, den 1. November 1078, an die einhundert Kirchen zerstört und etliche Friedhöfe verwüstet haben.
Am 27. Januar 1080 trafen Heinrich und Rudolf in der Schlacht bei Flarchheim ein zweites Mal und am 15. Oktober 1080 in der Schlacht bei Hohenmölsen ein drittes Mal aufeinander. Diese Treffen gingen alle zugunsten Rudolfs aus, der sich jedoch in der letzten Schlacht so schwere Verletzungen zuzog, dass er an ihnen starb.